# Tatsu
Tatsu is een vliegende achtbaan in Six Flags Magic Mountain in Valencia.

## Geschiedenis
Tatsu is het Japanse woord ('Kanji') voor draak. Ook heeft de achtbaan een thema uit de Japanse mythologie gekregen.

## Algemene informatie
De achtbaan is gebouwd door Bolliger & Mabillard uit Zwitserland. Nadat de passagiers zijn ingestapt klappen de stoeltjes 90 graden de lucht in, om zo een zwevend gevoel te creëren. De trein kan zowel bovenaan als onderaan de track rijden waardoor ook een liggende houding mogelijk is. De 1098 meter lange baan gaat langs vier verschillende parkzones. Tatsu haalt een topsnelheid van 100 km/u en heeft meerdere records dankzij de 38 meter hoge pretzel looping.
Tatsu is een anderhalve-minuut rit (iets meer dan een minuut vliegend door de lucht) en heeft een capaciteit van 1800 personen per uur. De achtbaan heeft 3 treinen waarvan er twee treinen door middel van een Switch Track tegelijk kunnen worden geladen. Het station heeft een uniek design zodat de vloer niet meer hoeft te worden verplaatst als de mensen willen instappen. Dit was nog wel het geval in de achtbanen hiervoor.

## Trivia
- De show Who Wants To Be A Superhero maakt gebruik van Tatsu voor het tweede deel van het derde seizoen.
- Het Discovery Channel programma MegaBuilders was bij de bouw van Tatsu en heeft hiervan een documentaire gemaakt.

## Galerij

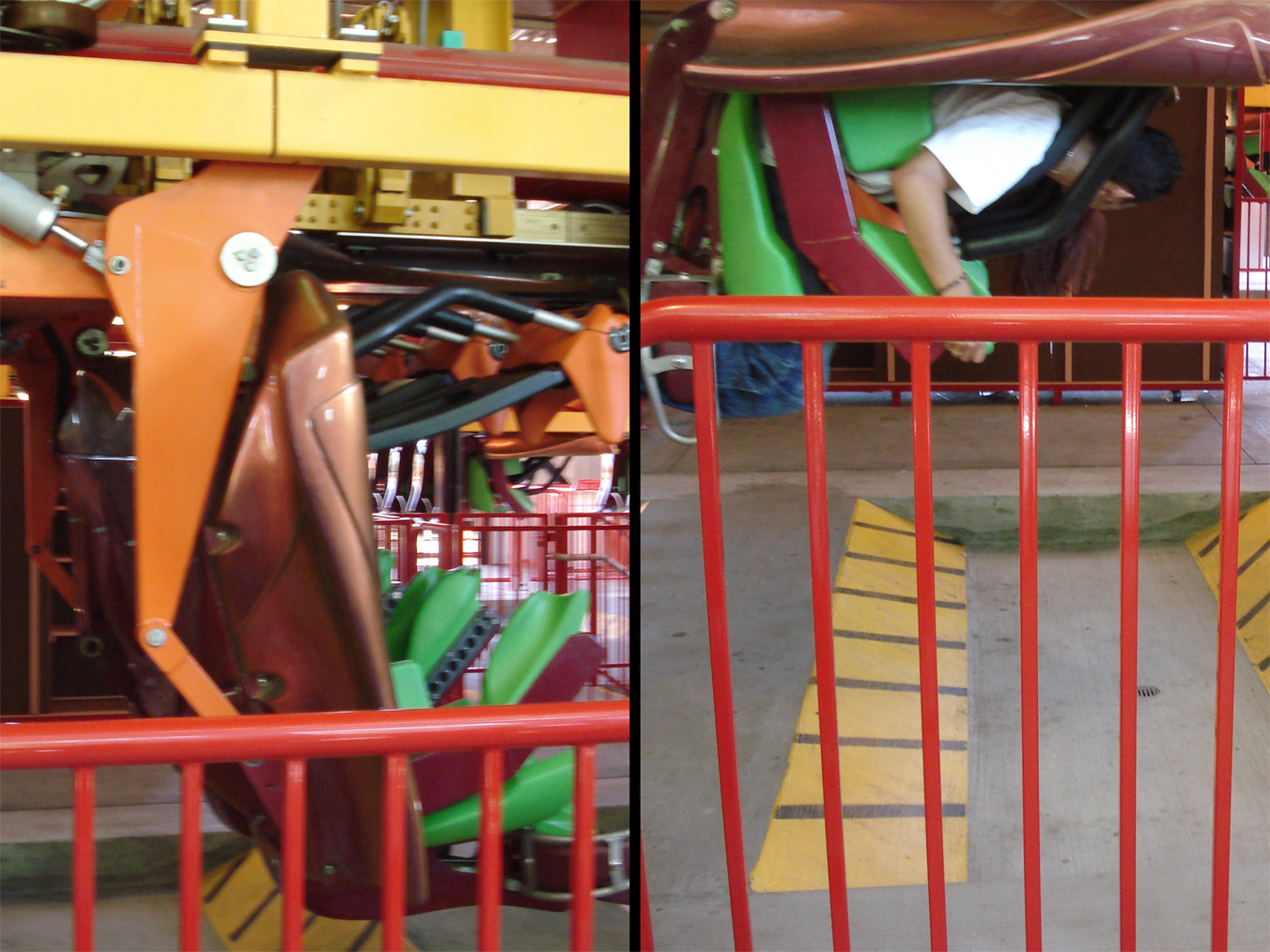
Stoelen gaan naar 90 graden.
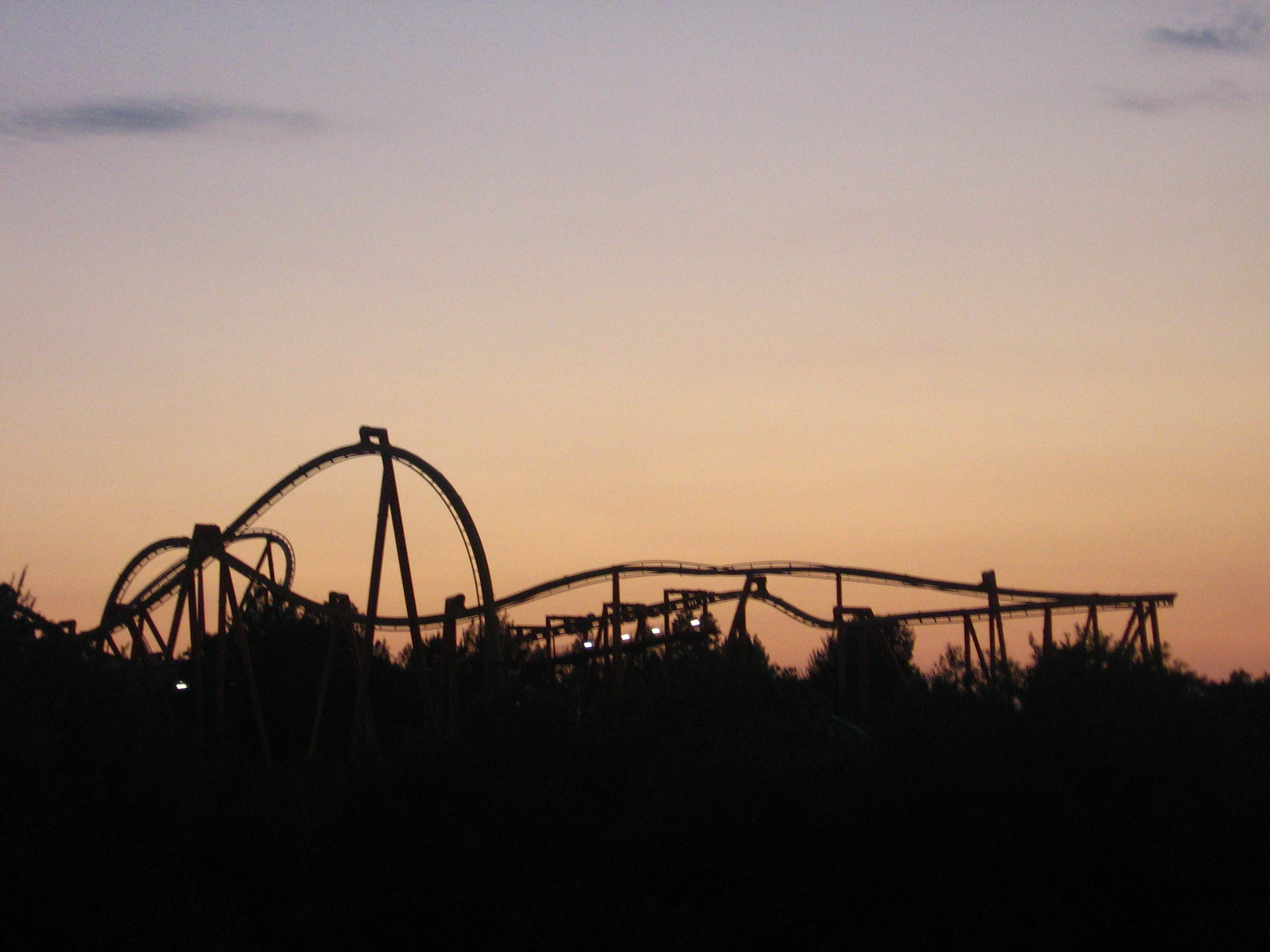
Tatsu bij schemerlicht.